# Tunabåten
Tunabåten eller Tunabåden er en båd, som blev fundet i en bådgrav i et større gravfelt i Tuna i  Badelunda socken i Västmanland i Sverige. Den blev fundet i 1950'erne i en villahave. Det var en af otte bådgrave i samme område med en kvinde i dem alle. I Tunabåten lå en kvinde, som sandsynligvis har været rig, og som levede i 700-tallet. Med sig i graven havde hun fået guld og en seerstav, en halskæde med perler og arabiske mønter, samt arm-, hals- og fingerringe. Der blev også fundet bronze, glas og spænder.
Båden var seks meter lang og konstrueret som en stammebåd med forhøjet bordgang.
Bådgraven blev udgravet af arkæologer i 1952-53: Erik Nylén, Harald Åkerlund og Bengt Schönbäck. Fartøjet blev konserveret og er udstillet på Västmanlands läns museum. Et smykke fra graven er udstillet i Guldrummet på Historiska museet i Stockholm.
I 2000 blev der bygget en rekonstruktion af båden, som fik navnet Smia.